# Georgi Eliava

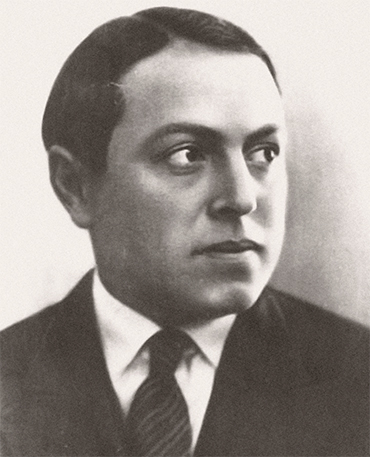
Georgi Eliava

Georgi (Giorgi; George) Eliava (georgisch გიორგი ელიავა, Giorgi Eliawa; * 13. Januar 1892 in Satschchere; Satschkeri (West-Georgien); † 1937 Tiflis (?) ) war ein georgisch-sowjetischer Bakteriologe.
Ab 1909 absolvierte er ein Studium an der Medizinischen Fakultät der Universität Noworossijsk, dann 1912 bis 1914 an der Universität Genf und graduierte 1916 an der Medizinischen Fakultät der Moskauer Universität; nach anderer Quelle promovierte er 1916 in Genf.
Zunächst wurde er 1916 Leiter des bakteriologischen Labors in Trabzon (Türkei) und dann 1917 Leiter des bakteriologischen Labors in Tiflis (Georgien). Von 1918 bis 1921 und von 1926 bis 1927 arbeitete er am Institut Pasteur in Paris, wo er mit Félix Hubert d’Hérelle, dem Entdecker der Bakteriophagen, zusammenarbeitete.
Im Jahr 1923 gründete Eliava das Bakteriologische Institut Tiflis, das erstmals auch die Phagen-Forschung integrierte. Von Anfang an war das Institut als Institut für Mikrobiologie bekannt, mit Eliava als erstem Direktor.
1926 wurden dem Institut 17 ha Land am rechten Ufer des Flusses Kura zugeteilt. Es war das erste Institut in der Sowjetunion, das Bakteriophagen zur Behandlung von Patienten einsetzte. Das Zentrum für Bakteriophagen-Forschung war sowohl wissenschaftlich als auch pharmazeutisch tätig und belieferte die hausinterne Klinik mit Bakteriophagen-Präparaten.
Ab 1927 hatte Eliava den Lehrstuhl für Hygiene der medizinischen Fakultät Tiflis inne, ab 1929 den Lehrstuhl für Mikrobiologie. Im Jahr 1934 wurde in Tiflis ein Pest-Zentrum unter seiner Leitung gegründet.
1933/34 schlug Eliava die Errichtung des Bakteriophagen-Instituts Tiflis vor, aufbauend auf dem Laboratorium des bakteriologischen Instituts und mit Unterstützung der sowjetischen Regierung (Dekret vom 24. April 1936). Für d’Hérelle, der sich seit April 1933 in Georgien und der Sowjetunion aufhielt, war dort eine Führungsposition vorgesehen. D’Hérelle kehrte im Mai 1935 nach Frankreich zurück und bekam anschließend kein Visum mehr.
Eliava wurde aufgrund einer Intrige (angeblich ein Streit um eine gemeinsame Geliebte) von seinem Nebenbuhler und Parteifunktionär, dem späteren Geheimdienst-Chef Lawrenti Beria Ende Januar 1937 verhaftet und zusammen mit seiner Frau (seit 1921 verheiratet), der polnisch-stämmigen Sopranistin Amelia Wohl-Lewicka, vermutlich kurze Zeit später erschossen. Ihre Tochter Hannah Eliava (geb. 1914) wurde im April 1937 gleichfalls verhaftet und neun Jahre in einem Arbeitslager in Kasachstan interniert.
Das Institut wurde zu einem Zentrum der sowjetischen Bakteriophagen-Forschung (als Teil der Georgischen Akademie der Wissenschaften) ausgebaut, entwickelte und produzierte im großen Maßstab Phagen-Präparate gegen Erkrankungen wie Typhus, Blutvergiftung oder Durchfall. 1988 wurde Eliava rehabilitiert und das Institut in George Eliava Research Institute of Bacteriophage umbenannt.